# Saint-Pierre-du-Chemin
Saint-Pierre-du-Chemin – miejscowość i gmina we Francji, w regionie Kraj Loary, w departamencie Wandea.
Według danych na rok 1990 gminę zamieszkiwały 1402 osoby, a gęstość zaludnienia wynosiła 47 osób/km² (wśród 1504 gmin Kraju Loary Saint-Pierre-du-Chemin plasuje się na 430. miejscu pod względem liczby ludności, natomiast pod względem powierzchni na miejscu 294.).